# Konst i Kungariket Kuba

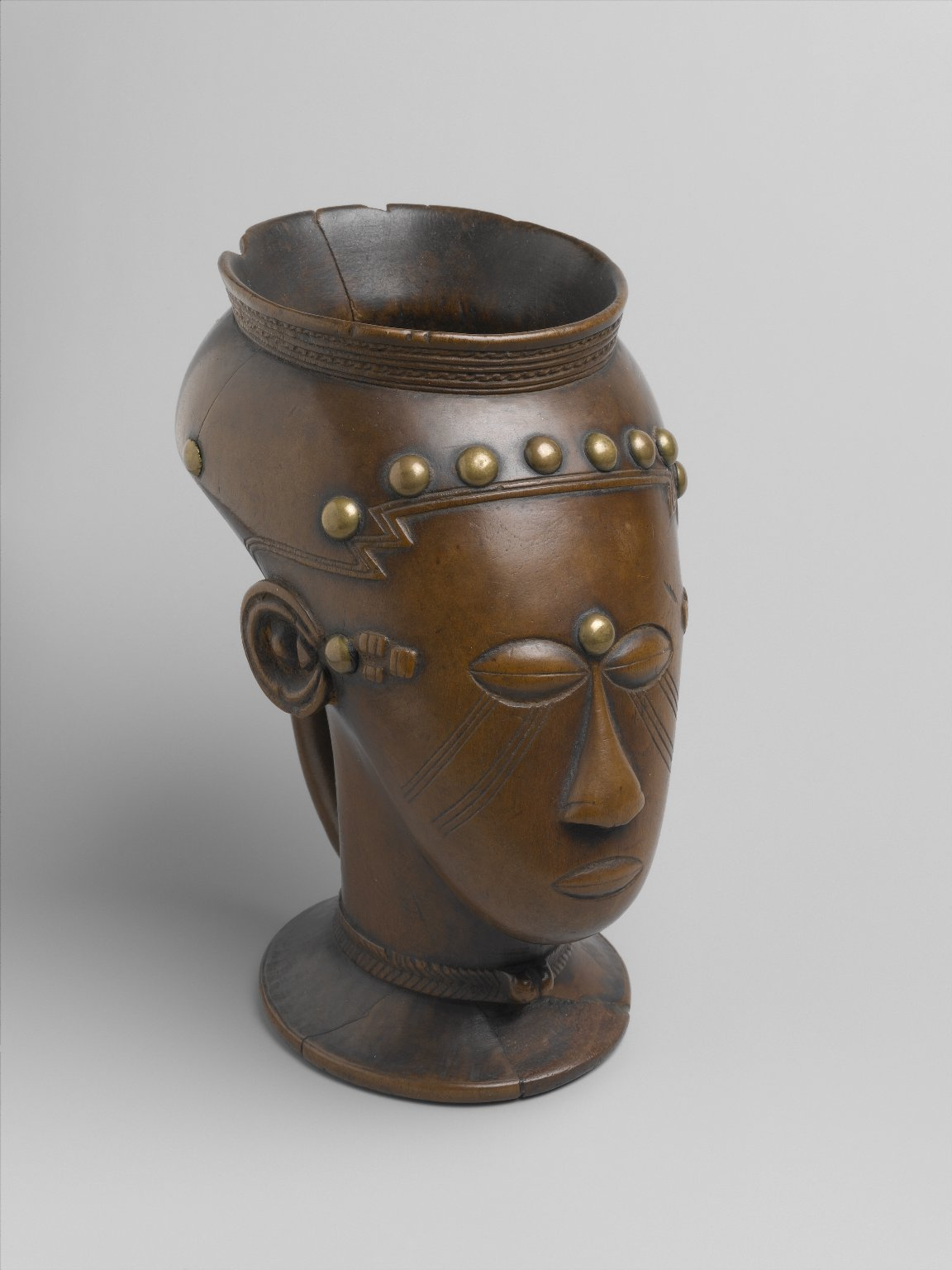
Palmvinsbägare (mbwoongntey)

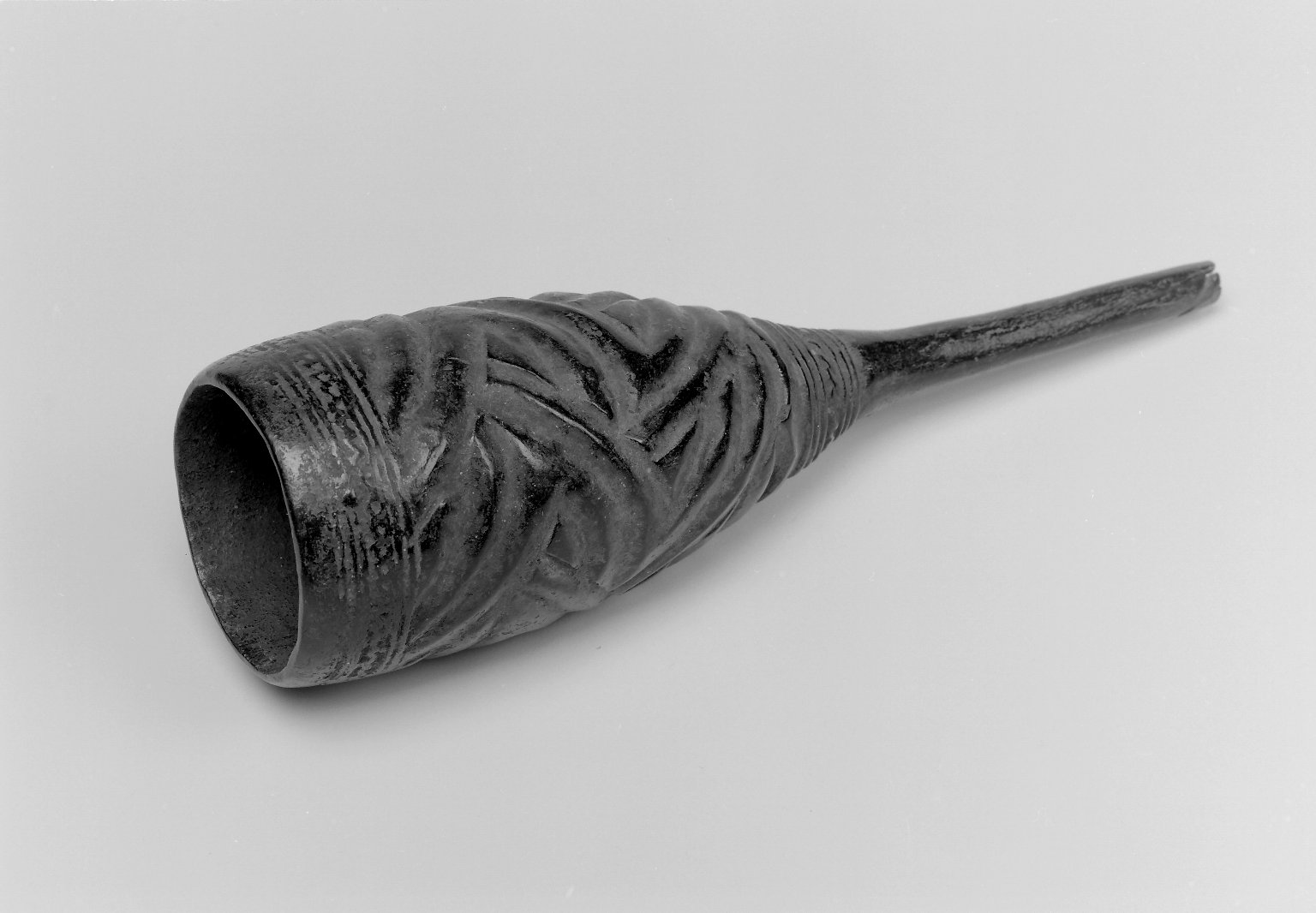
Lavemangskanna

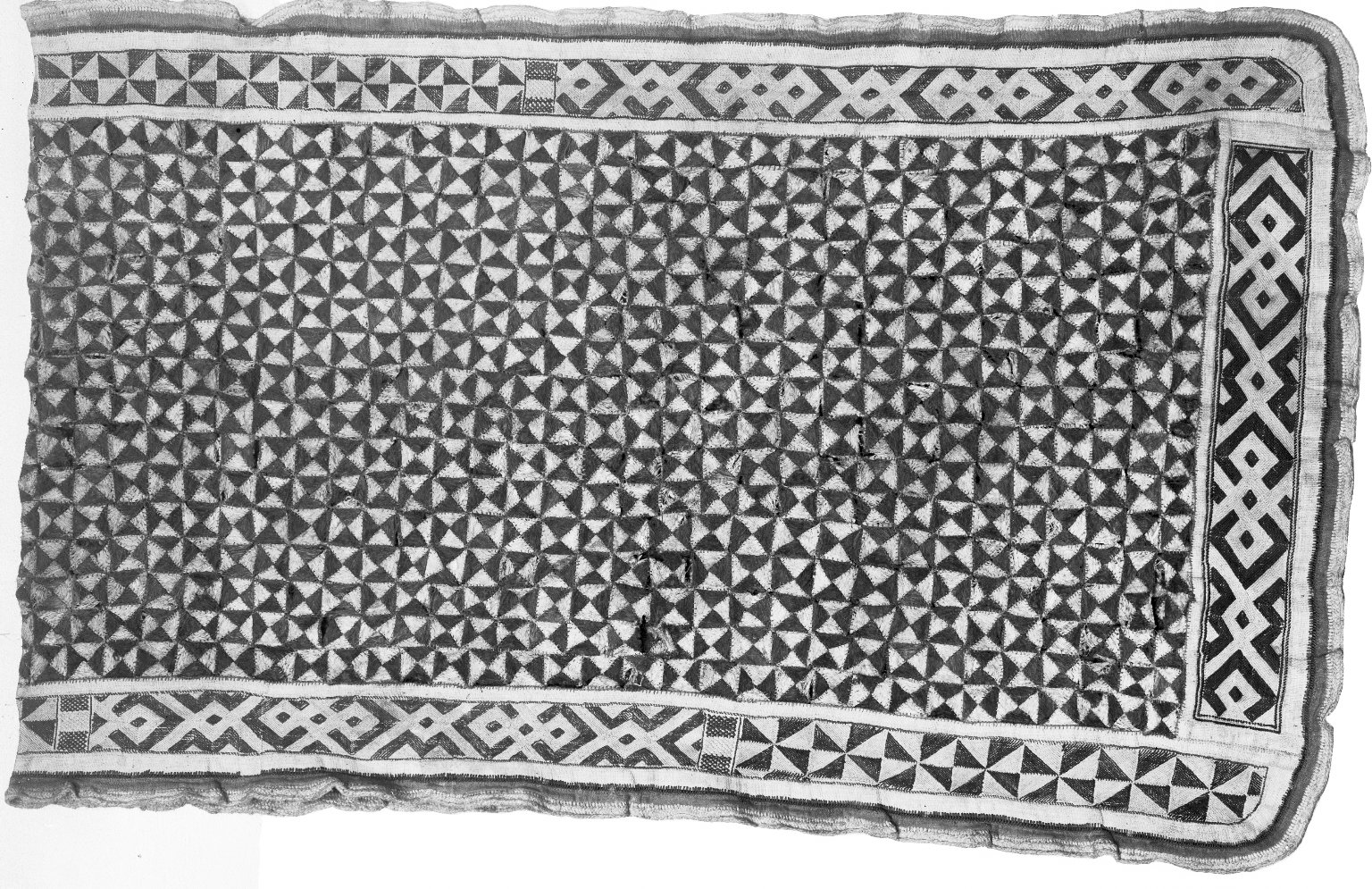
Kubatyg

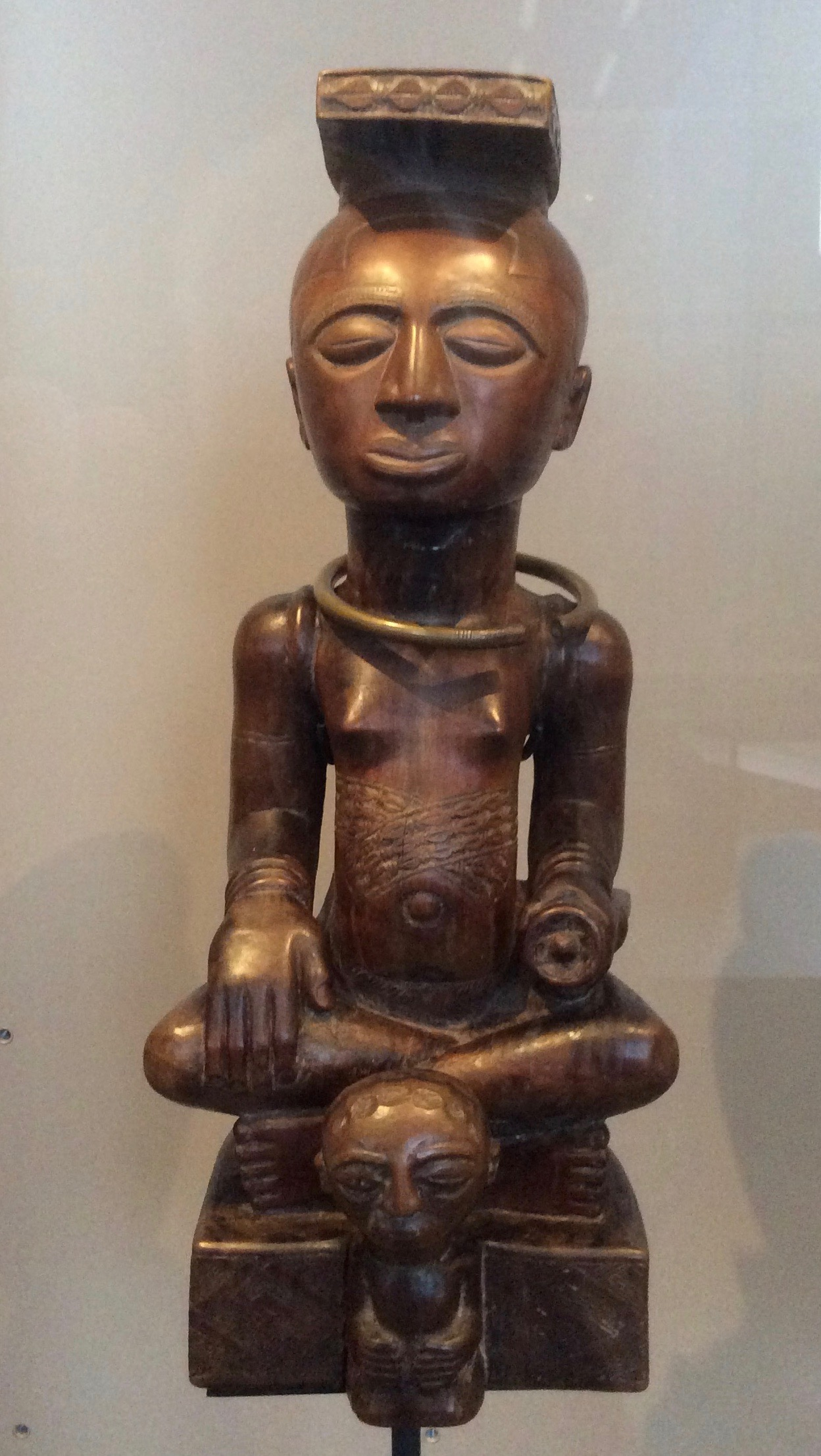
Ndop

Konst i kungariket Kuba uttrycktes i ett flertal material och former. En stor del av konsten i det afrikanska kungariket Kuba skapades för kungens och stamhövdingarnas hov och rikets aristokrati och var överdådigt dekorerade, med inslag av kaurisnäckor och djurhudar (särskilt leopard) som symboler för rikedom, prestige och makt. Masker är också viktiga för kubafolket. De används både i hovritualer och vid övergångsriter för tonåriga pojkar, liksom vid begravningar. 
Kuba är också känt för sin tillverkning av omsorgsfullt broderade raffiatyger, gjorda för utsmyckning, vävda betalningsmedel, eller som tribut vid begravningar och andra betydelsefulla tillfällen. Kubarikets välstånd och det utarbetade hovsystemets makt tillät Kubariket att utveckla en klass av yrkesmässiga konsthantverkare som i första hand arbetade för de kungliga hovet och stamhövdingarnas hov, men som också tillverkade högkvalitativa föremål för andra med hög status.
Konsthantverkarna skicklighet uttrycks i vävda tyger och formgivning av mattor och textilier och i tredimensionella föremål som bägare, askar och lådor med lock, koppar, lavemangskannor, musikinstrument som trummor och "sanzas"! ("tum-pianon"), pipor, knivar med dekorerade handtag och korgarbeten. Ytter- och innerväggar i hus med väggar av raffiamattor i den kubanska överklassens hem var också dekorerade med intrikata geometriska mönster. Denna förkärlek för dekorerad yta gäller alla material, inklusive tyger och dekoration på huden.

## Huvudbonader
Huvudbonader används som viktiga symboler för makt i kubariket. De används som symboler för bärarens roll i ett intrikat system av ledarskap och utdelande av titlar inom eliterna. Huvudbonaderna begravs vanligen tillsammans med sina bärare när dessa dör. De formges för att dra uppmärksamhet till huvudet som ursprunget för gudomlig makt, och de bärs vid danser, begravningar och andra offentliga ceremonier. Bomullstyg, kaurisnäckor, raffiafiber, trä och glaskulor är material som ofta används för att skapa olika slags huvudbonader. "Mpaan" är ett exempel på en sorts huvudbonad från Kuba, en huvudbonad som enbart bärs av kvinnliga medlemmar av aristokratin.

## Masker
Masker hos kubafolket anses reflektera naturandar som agerar som mellanhänder mellan den gudomliga kungavarelsen och de dödliga. Det finns fler än 20 olika typer av använda masker. 
Tre typer av masker associeras med danser med masker som utförs inne i det kungliga området i Nsheng: 
- Moshambwooy, som representerar Woot, Bushoongstamrikets grundare och kulturella hjälte.
- Bwoom, som representerar en figur som tolkats alternativt som kungens yngre bror, en vanlig medborgare, en pygmé och till och med som ett subversivt element vid det kungliga hovet. Maskens mest framträdande drag är den uppförstorade pannan och den breda näsan.
- Nady Amwaash (Ngaady A Mwash), som personifierar Woots fru/syster.

Andra masker kallas kollektivt för "isheene mwalu". Hjälmmasker av trä är de vanligast förekommande. Dessa är överdådigt dekorerade med geometriska mönster på ytan i kontrast till varierande färger, mönster och olika ytors textur. Hudar, djurhår, päls, glaskulor, kaurisnäckor är ornament på maskerna och på kostymeringarna av barktyg och vävt raffiatyg.

## Ndoper
Ndop är en snidad trästatyett som representerar enskilda kungar ("nyim") i Kungariket Kuba. Ndopskulpturer är inte direkta avbildningar av enskilda modeller, utan återger snarare idealiserade drag hos respektive kung. En specifik härskares regim identifieras av en symbol som kallas "ibol" på statyettens nederdel. En ndop är omkring 48-55 centimeter hög och snidad i ädelträ. Den är inoljad i palmolja för att skydda den mot insekter. Detta är unikt bland afrikanska träskulpturer och har bidragit till att många överlevt i dagens västerländska samlingar. Ndopskulpturer avbildar sina modeller sittande med korslagda ben på en rektangulär plint, en position som likaledes är unik för dem inom afrikansk skulptur. En ndop brukar porträttera kungen med ett vapen, en rituell kniv, i vänster hand.

## Askar och dryckesbägare
Omsorgsfullt snidade träaskar användes i Kuba för förvaring av accessoarer och föremål för personligt bruk. Sådana föremål var bland annat rakdon, glaskulor och "tukula", ett malt rött pulver av afrikanskt sandelträ som användes för att pudra och utsmycka huden. Sniderier på dessa föremål kallas "nnaam", ett kubanskt begrepp för intrasslade klätterväxter och klängväxter som växer i bördiga skogar i denna region av Afrika. Ett efterbildande av mönstret i vävda korgar i snidat trä är ett karaktäristiskt inslag i kubanskt trähantverk.
Vid det kungliga hovet användes dryckeskärl som bägare och serveringskärl för palmvin, som Kubas höjdare bjöd ut i stora mängder till vänner och medarbetare för att visa upp sin rikedom och sin generositet.

## Övrigt
Kubafinsmeder arbetade med koppar, järn och mässing och tillverkade vapen och redskap både för bruk och för lyst. Ibland var en metall inlagd med en annan. 

## Bildgalleri

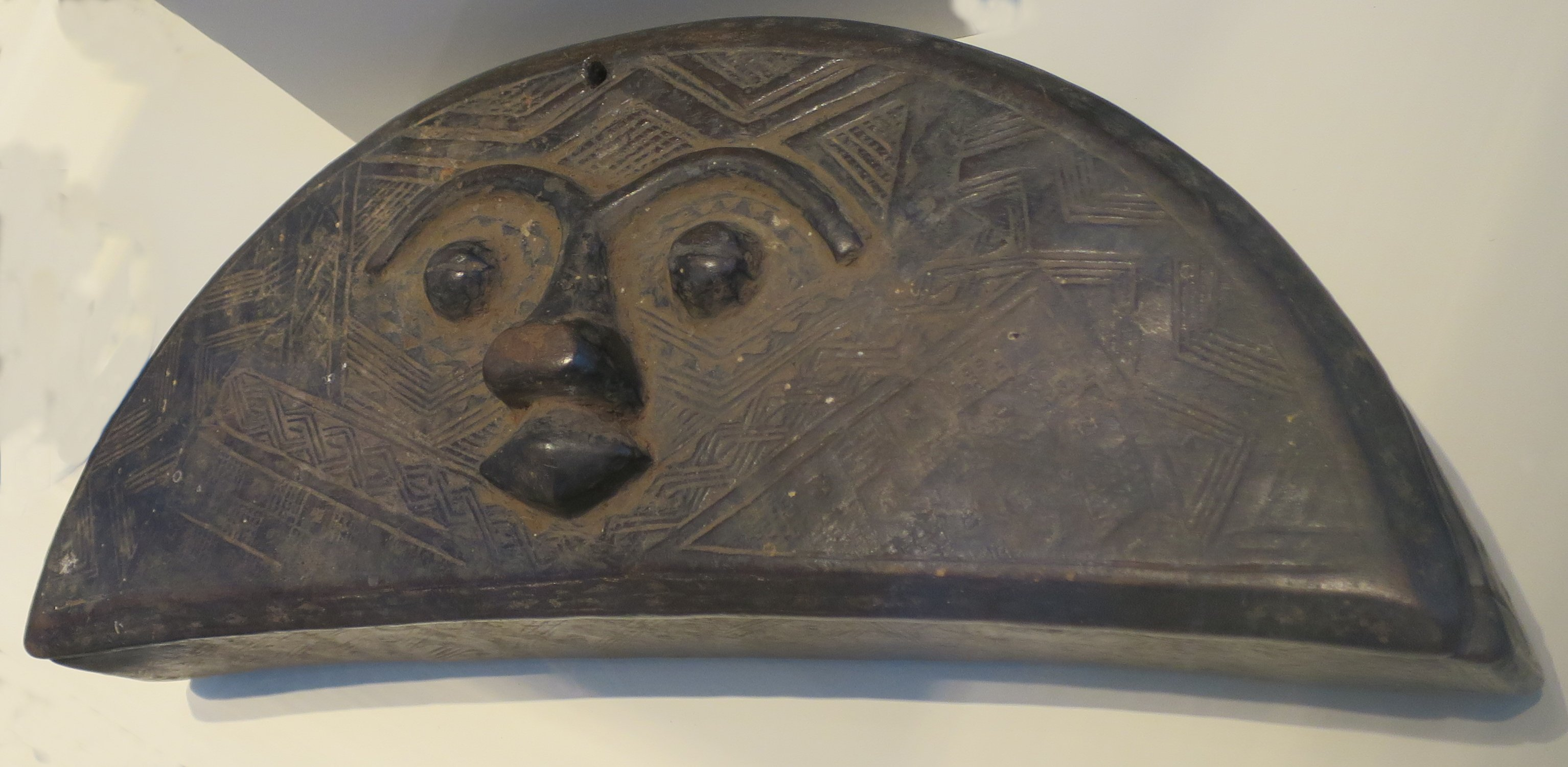
Ask med lock för "tukula"-pulver
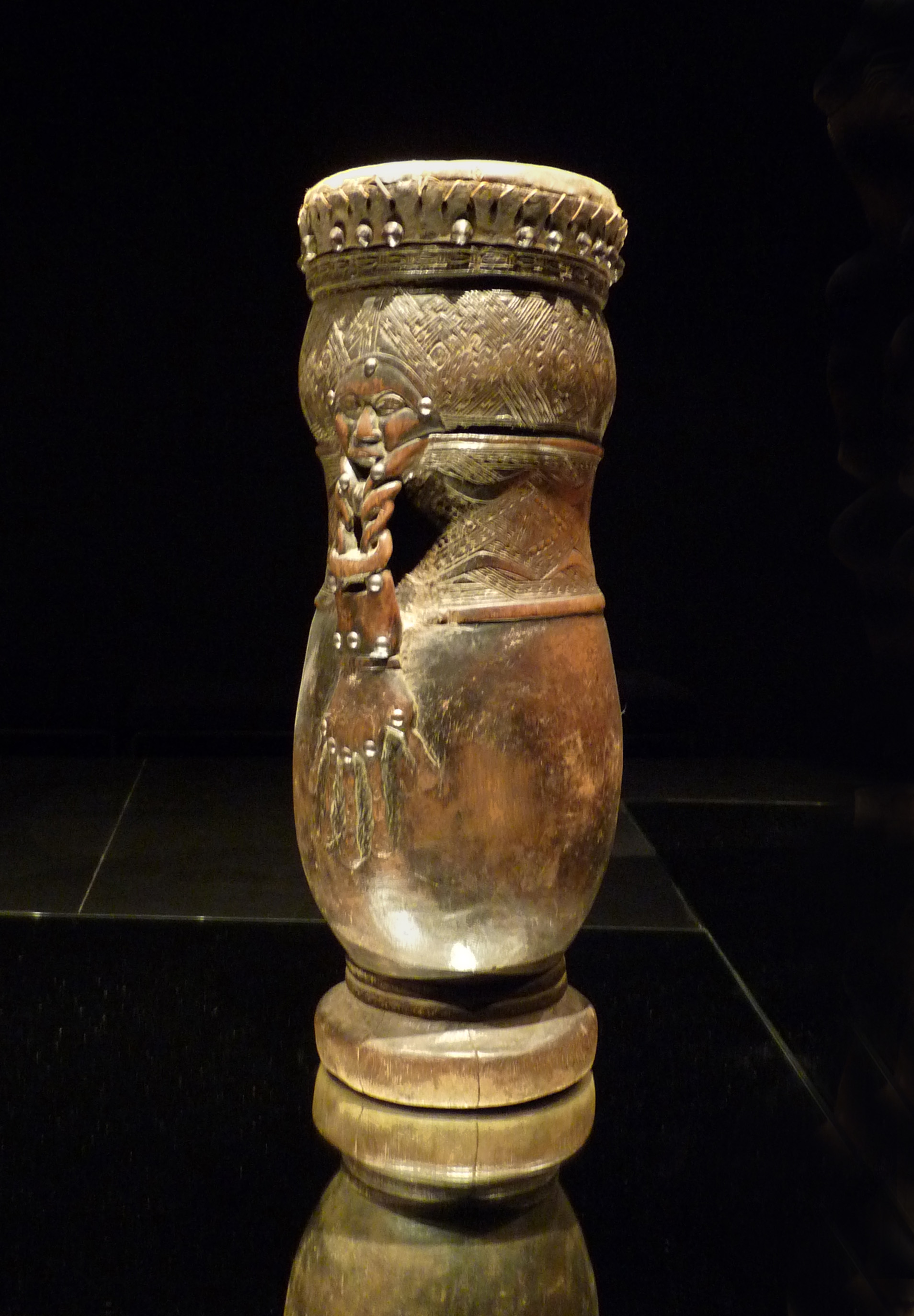
Handtag
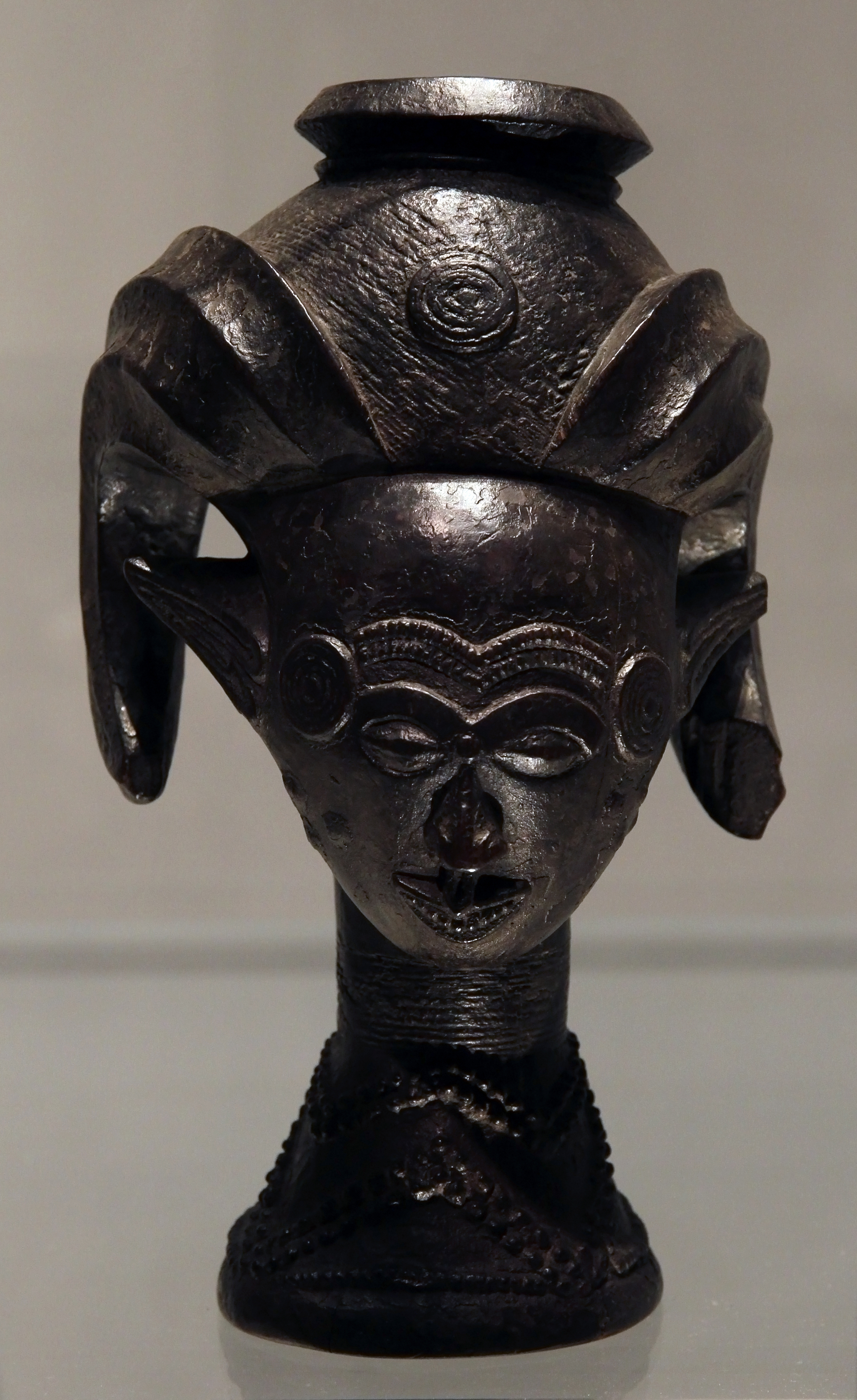
Bägare
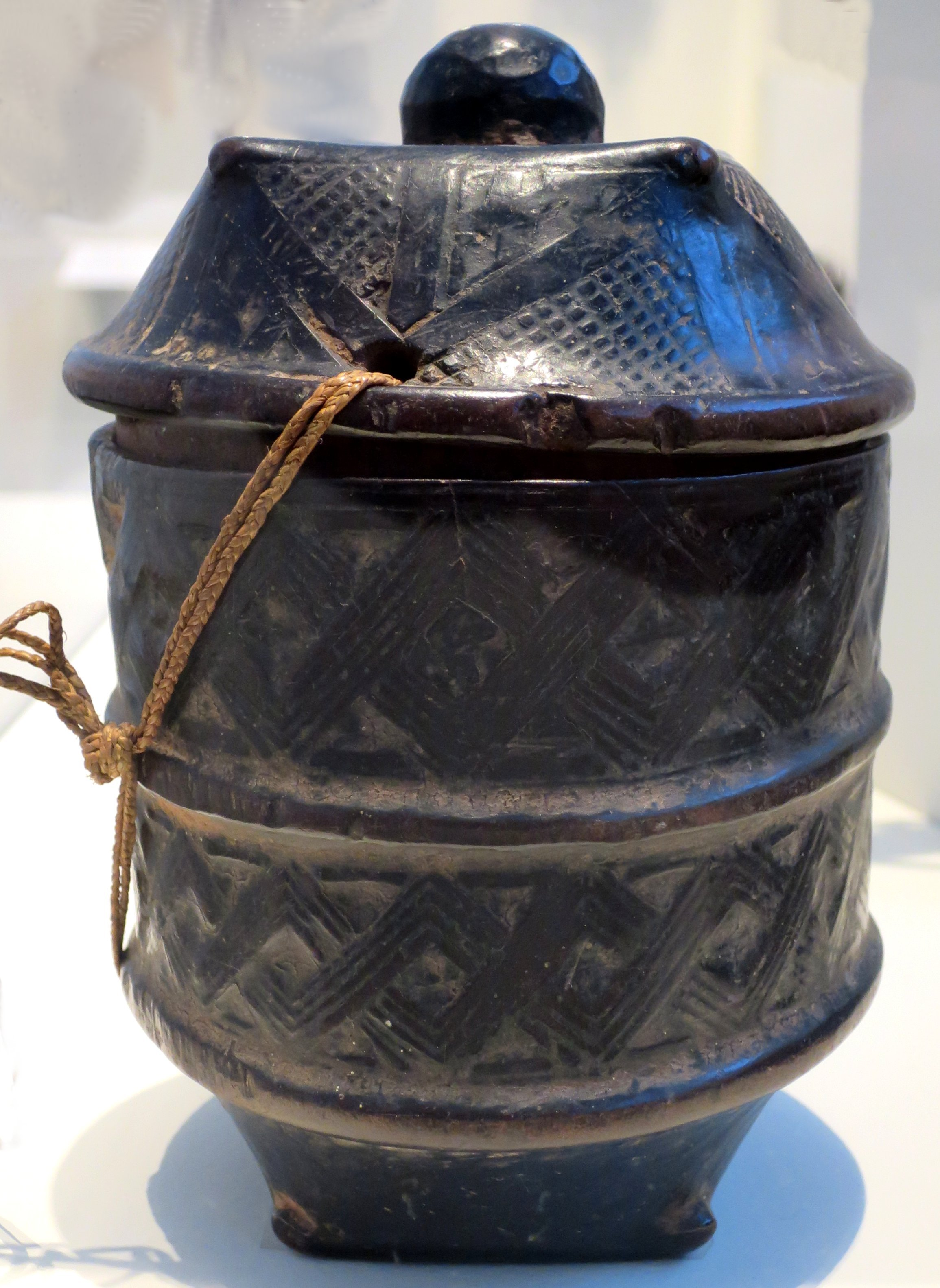
Rund ask med lock
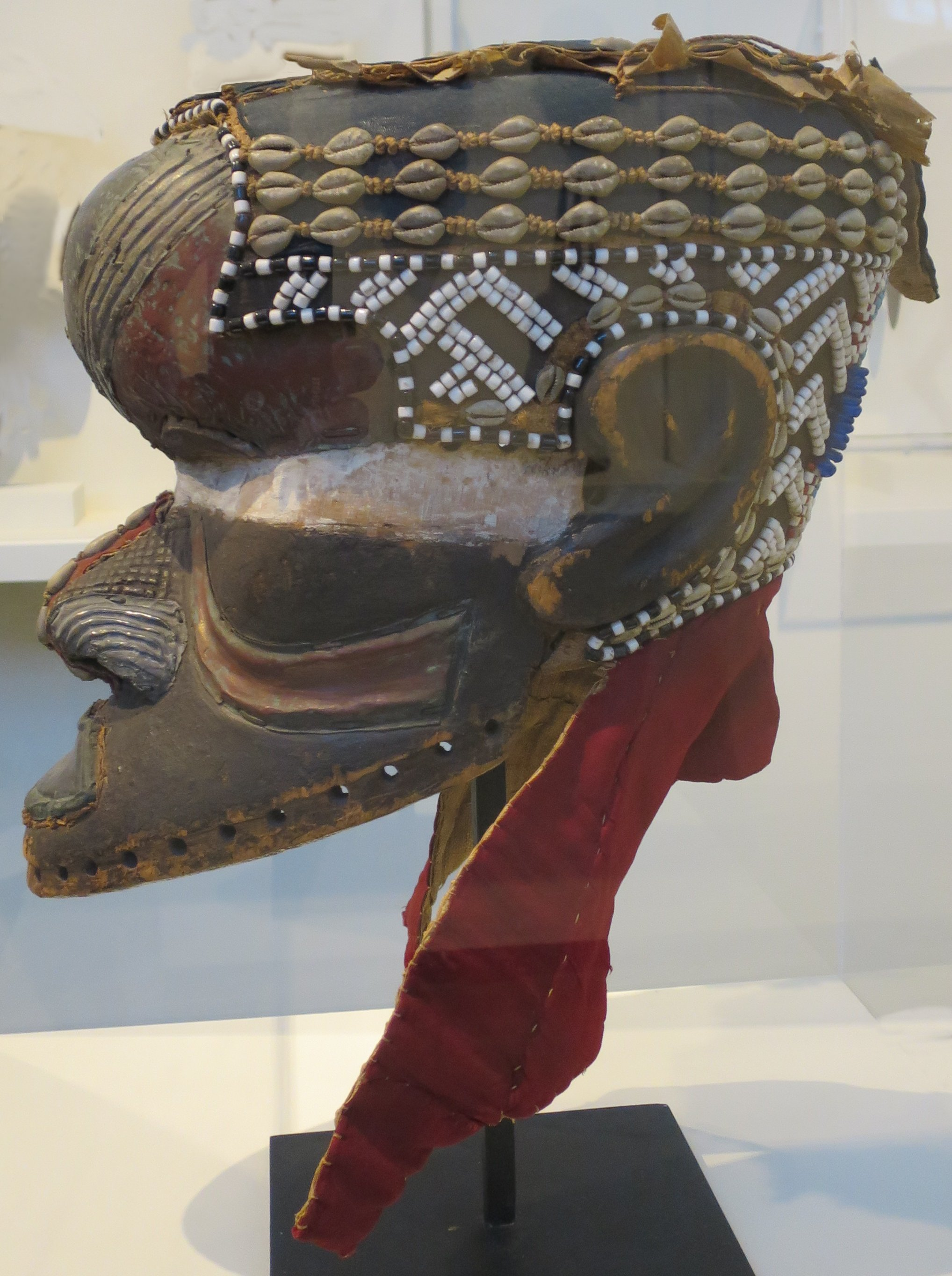
"Bwoom"-mask i trä med koppar, kaurisnäckor, glaskulor, kaolin, djurhud samt bomulls- och raffiatyg
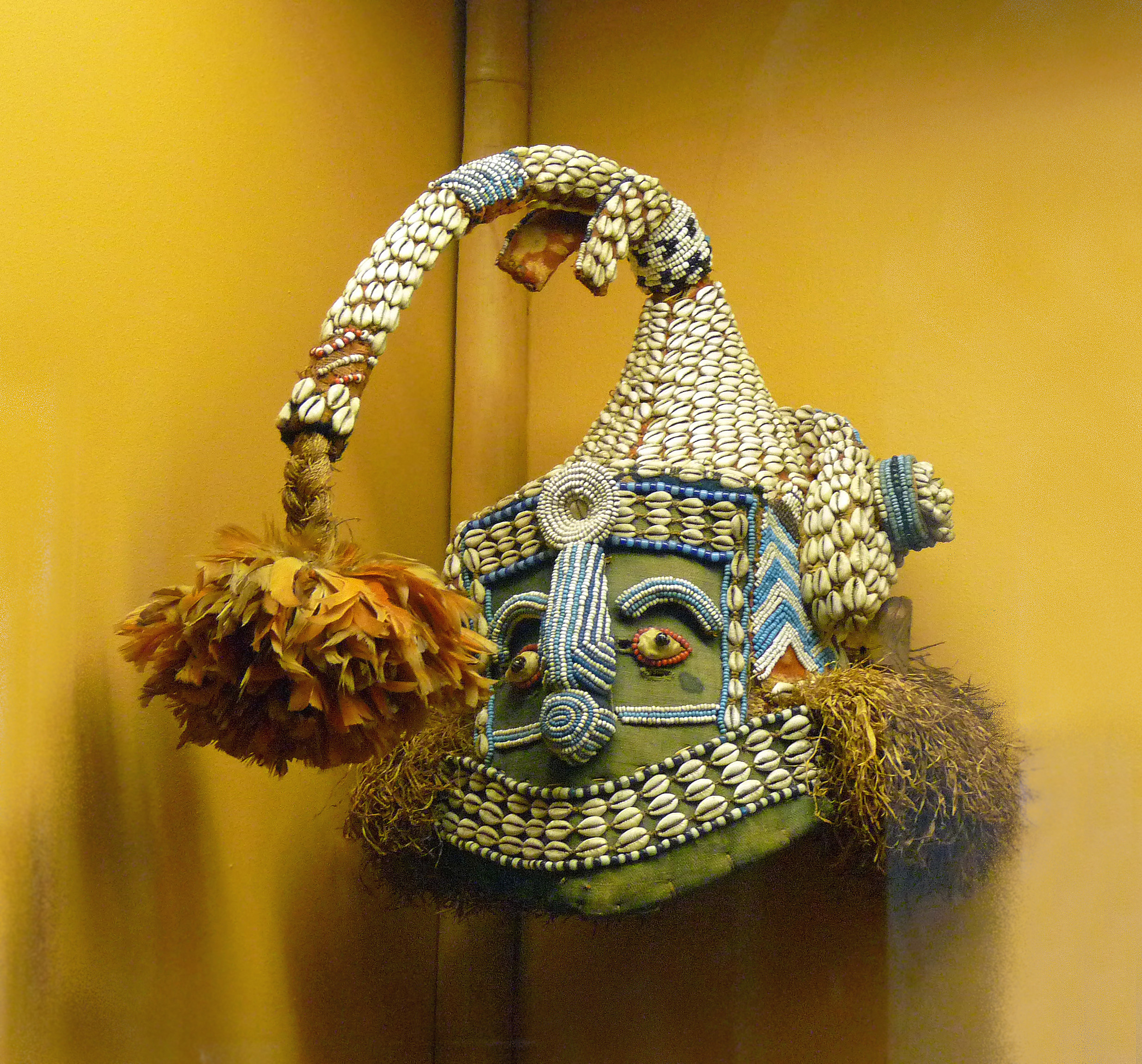
"Mukyeem"-mask
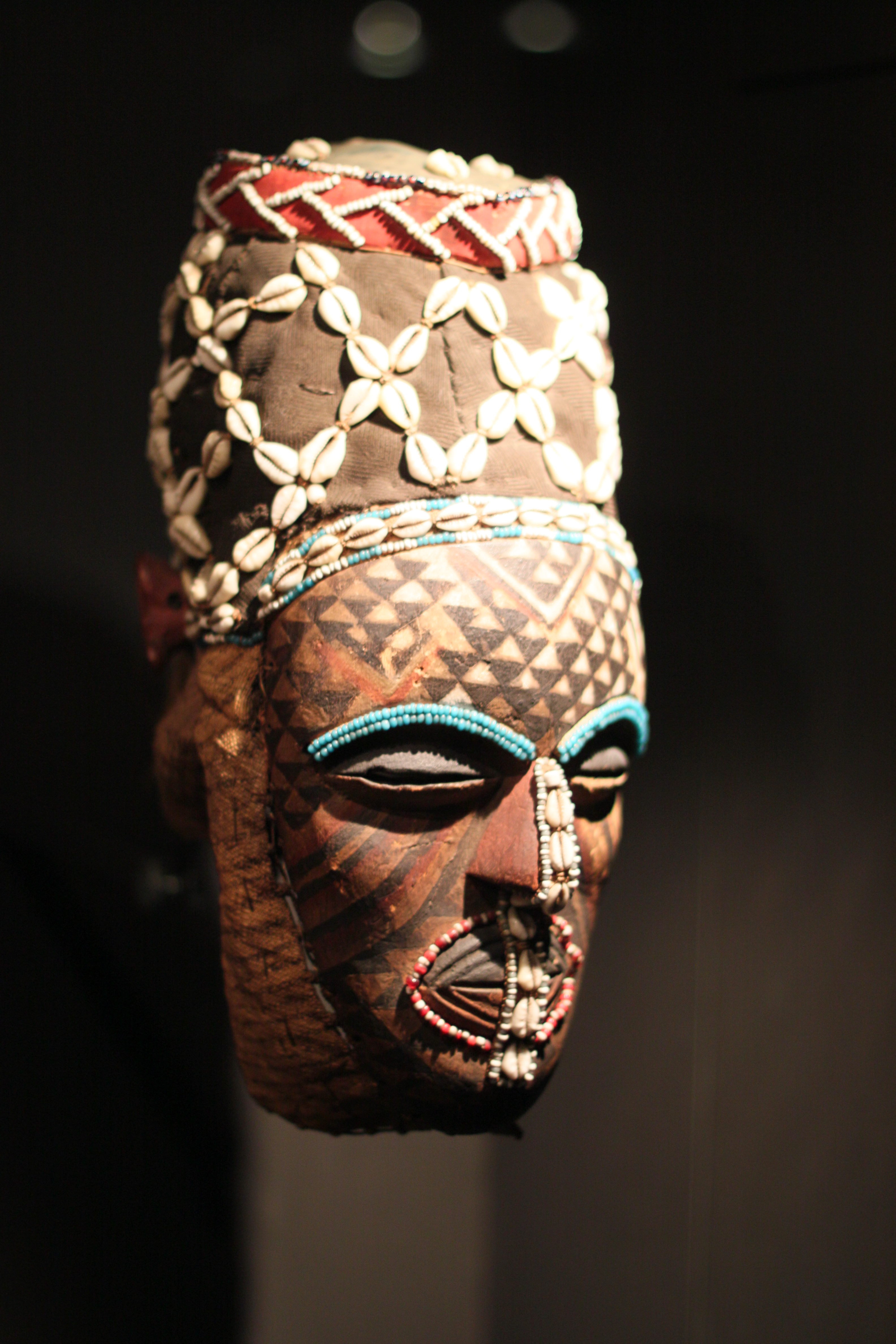
Mask
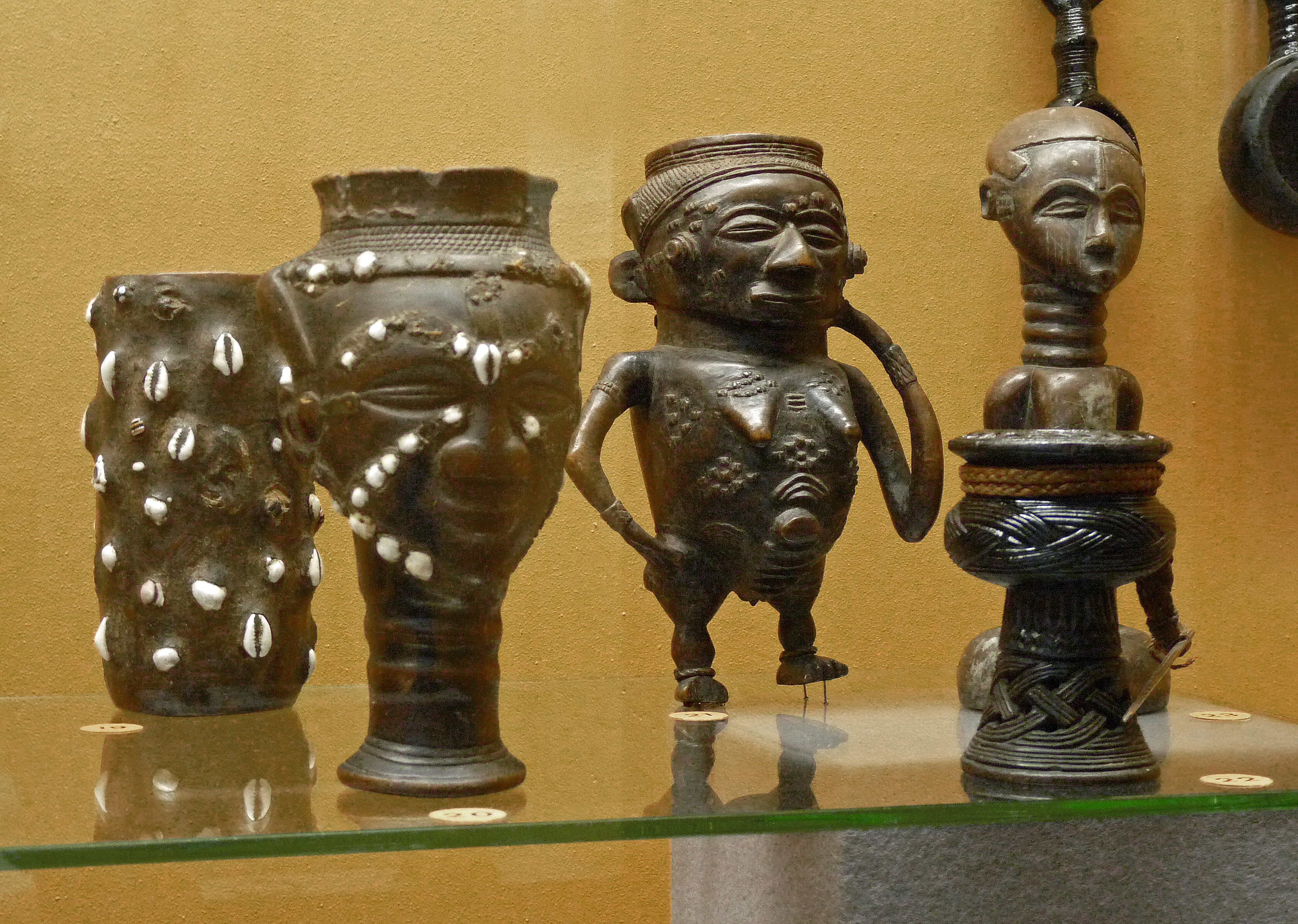
Figuriner av trä med kaurisnäckor
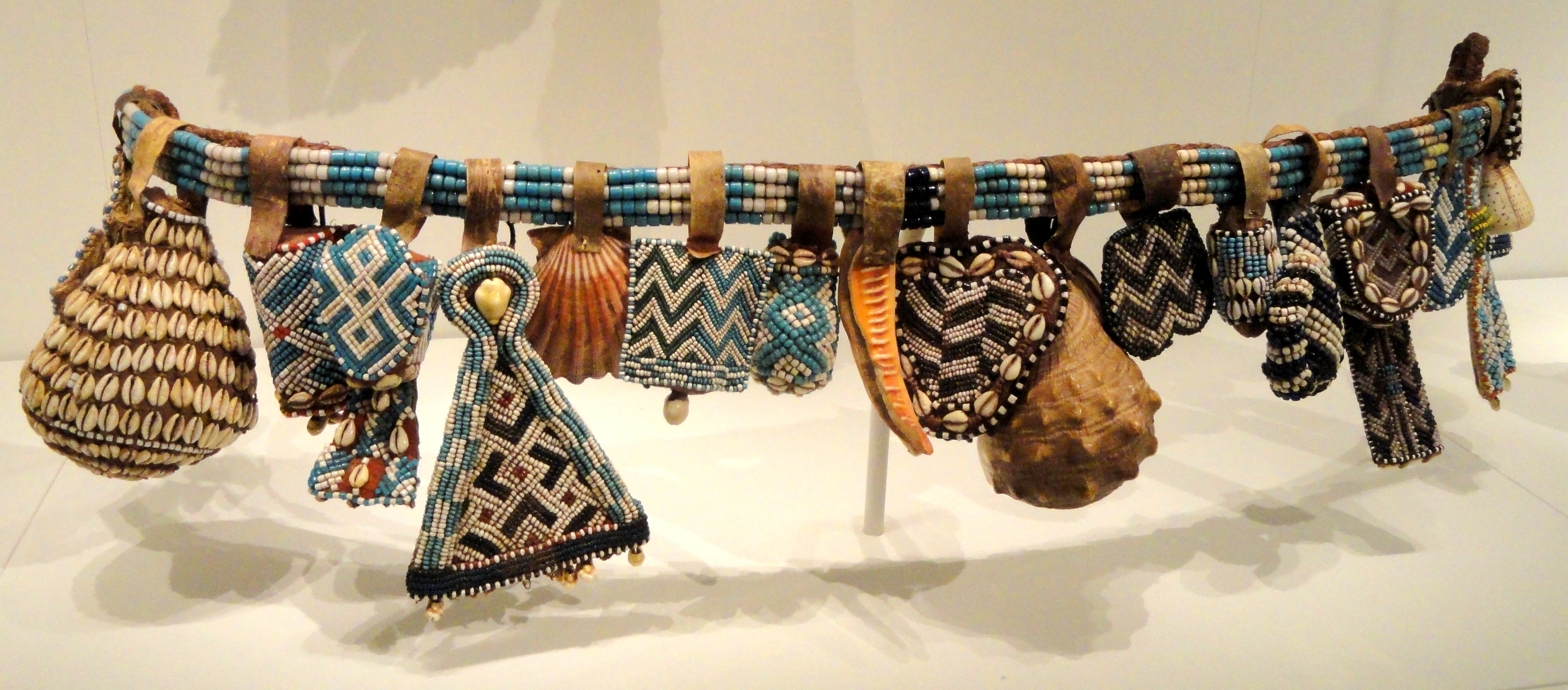
Bälte
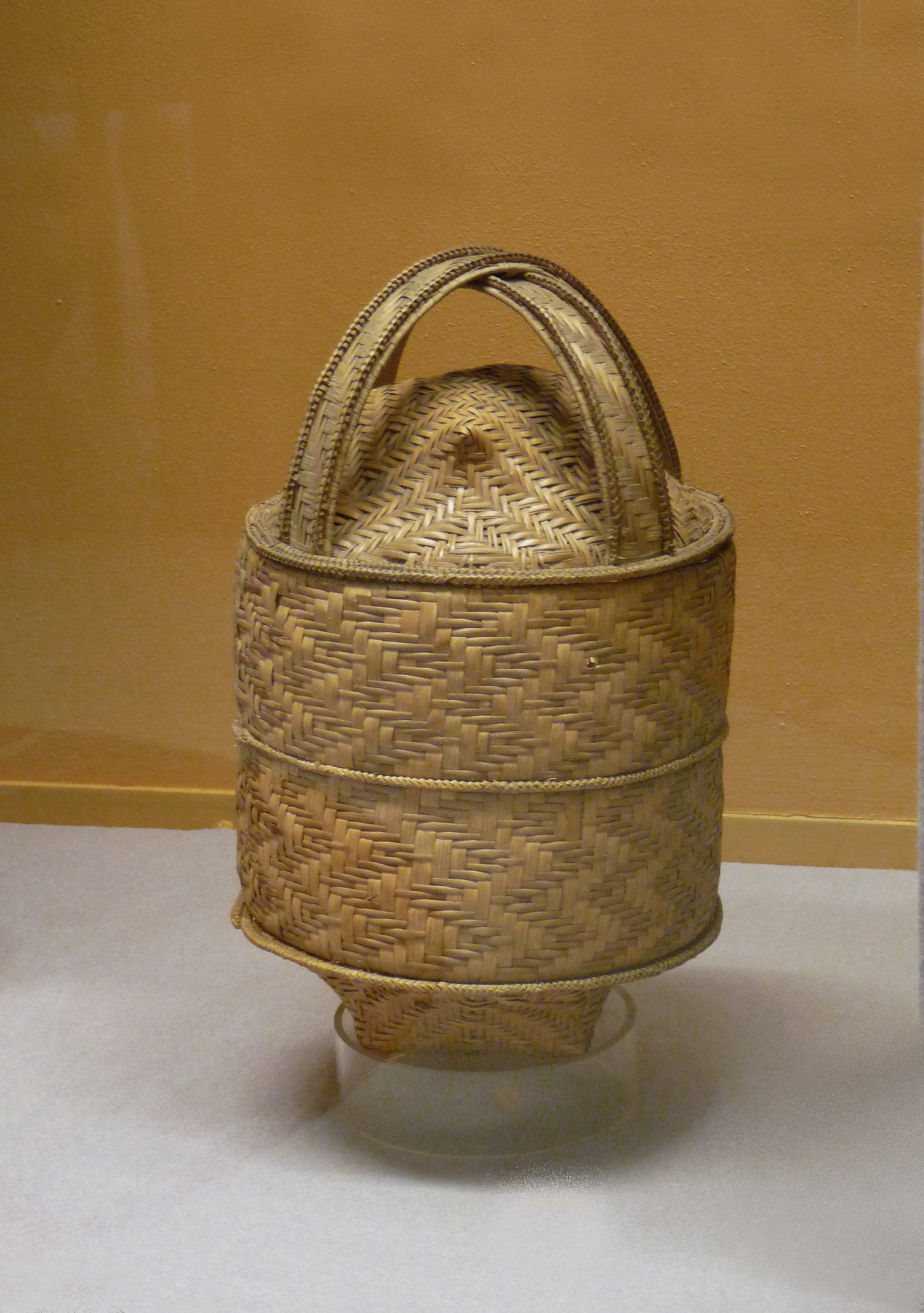
Flätad korg
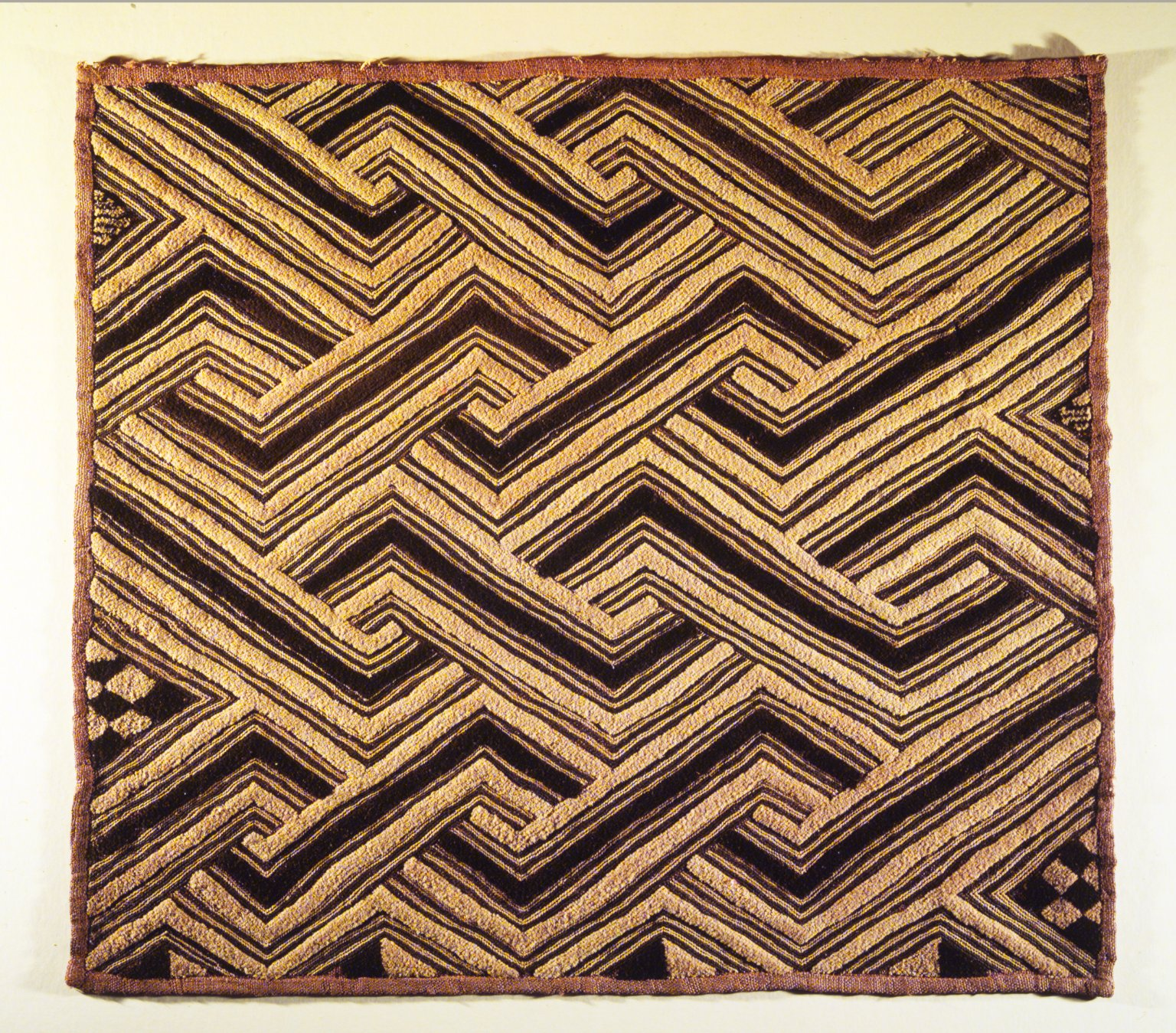
Raffiatyg
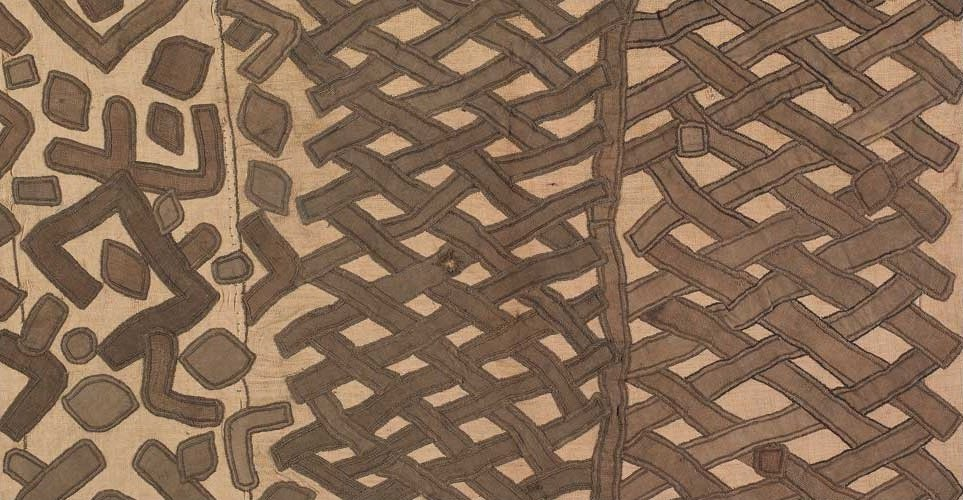
Raffiatyg